# Johannes Eppler
Johannes Willy Eppler (* 7. April 1914 in Alexandria; † 15. August 1999 in Hövelhof, Nordrhein-Westfalen; auch: Hans Eppler, John W. Eppler bzw. Hassan Mohamed Gafaar, Husein Gafaar) war ein deutscher Offizier im Dienste der Abwehr, der durch die Geheimdienstoperationen Salaam und Kondor während des Afrikafeldzugs im Zweiten Weltkrieg bekannt wurde.

## Leben
Eppler wurde als Kind deutsch-jüdischer Eltern in Ägypten geboren. Nach dem Tod seines Vaters heiratete seine Mutter einen wohlhabenden ägyptischen Juristen. Eppler wuchs bei seinem Stiefvater in Kairo unter dem Namen Hussein Gaafar auf. Er konvertierte in dieser Zeit zum Islam und nahm am Haddsch teil. Eppler studierte einige Semester Jura und Wirtschaft, ohne aber einen Abschluss zu erreichen.
1938 soll Eppler in Beirut für die deutsche Abwehr rekrutiert worden sein. Seit dieser Zeit führte er auch wieder den Namen seines Vaters.
Nach Ausbildung in Deutschland und Geheimmissionen in der Türkei, im Iran und in Afghanistan nahm Eppler als Hauptmann im Sommer 1942 an den deutschen Geheimdienstoperationen Salaam und Kondor während des Afrikafeldzugs teil. Im Juli des Jahres wurde er in Kairo durch den britischen Geheimdienst MI5 verhaftet.
1946 wurde Eppler aus der britischen Kriegsgefangenschaft entlassen. In der Nachkriegszeit schrieb er zwei Bücher über sein Leben als Nachrichtendienstler. Er lebte Ende der 50er Jahre zunächst als Buchhändler im Saarland, ab 1957 dann als Unternehmer in Frankreich.

## Die OperationenSalaamundKondor
Die Operation Salaam wurde durch den ungarischen Offizier Ladislaus Almásy geleitet. Die Beteiligten unterstanden der Abwehr-Division „Brandenburg“. Almásy führte sein Sonderkommando über 3.000 km durch die Libysche Wüste von der Oase Jalu über die Kufra-Oasen und das Gilf el-Kebir-Plateau bis ins ägyptische Asyut. Ende Mai 1942 setzte Almásy dort Eppler und dessen Funker, den Hamburger Hans-Gerd Sandstede, ab. Sie reisten mit der Eisenbahn weiter nach Kairo.
Der dortige Einsatz lief ab Juni 1942 unter der Bezeichnung Operation Kondor. Eppler und Sandstede lieferten für einige Wochen Informationen aus Kairo an das deutsche Afrikakorps. Zur Kodierung des Funkverkehrs wurde der Roman Rebecca von Daphne du Maurier genutzt. Im September 1942 wurden die Agenten und einige ihrer lokalen Kontakte verhaftet, u. a. auch der damalige ägyptische Hauptmann und spätere Präsident Anwar as-Sadat. Der britische Geheimdienst versuchte vergeblich, die vorhandenen Kodierungsunterlagen zur Desinformation der deutschen Truppen in Nordafrika zu nutzen: Da die deutsche Gegenstelle für die Annahme der Kondor-Funksprüche bereits im Juli 1942 in britische Hände gefallen war, galten die Funksprüche aus Kairo nicht mehr als zuverlässige Quelle.

## Werke
- Rommel ruft Kairo: Aus dem Tagebuch eines Spions. Gestaltet von Heinz Görz. Bertelsmann, Gütersloh 1959 (verfilmt 1959 von Wolfgang Schleif mit Adrian Hoven als Eppler).[7][8]
- Geheimagent im zweiten Weltkrieg. Zwischen Berlin, Kabul und Kairo. Schütz, Preußisch Oldendorf 1974. ISBN 3-877-25059-9.

## Rezeption
Epplers Rolle in der Operation Kondor ist Gegenstand von Leonard Mosleys Roman The Cat and the Mice (1958; verfilmt 1960 als Foxhole in Cairo). Auch in diesem Film wird Eppler wieder von Adrian Hoven gespielt. Elemente aus Epplers Büchern werden ebenfalls in Ken Folletts Roman Der Schlüssel zu Rebecca (1980, dt. 1982; verfilmt 1985) und in Michael Ondaatjes Roman Der englische Patient (1992, dt. 1993; verfilmt 1996) aufgegriffen.